# Koundoul
Koundoul è un comune del Ciad situato nel dipartimento di Chari, provincia di Chari-Baguirmi.